# Kim jest ten człowiek
Kim jest ten człowiek – polski film sensacyjny z 1984 roku na podstawie powieści M. M. Gromara (pseudonim Michała Komara i Ryszarda Marka Grońskiego).

## Obsada aktorska
- Henryk Talar - kapitan Adam Iwiński
- Ewa Szykulska - Maria Gocławska
- Wieńczysław Gliński - pułkownik Kuziemski
- Krzysztof Chamiec - major Jan Stanisław, agent niemiecki "Wotan"
- Mirosława Nyckowska - sąsiadka Iwińskiego
- Witold Pyrkosz - śledczy
- Włodzimierz Adamski - porucznik Stefan Kuszela
- Franciszek Trzeciak - kasiarz, uczestnik akcji "Wózek"
- Jan Konieczny - krupier w kasynie "Grand Hotelu", kontakt Iwińskiego
- Janusz Kłosiński - Puncel, właściciel mieszkania Iwińskiego
- Ewa Sudakiewicz - piosenkarka
- Lech Sołuba - strażnik więzienny